# Wasta
Se denomina wasta o wasata (árabe:واسطة) a un concepto sociocultural asimilable a cierta forma de nepotismo asociada con la familia y los miembros de la tribu, propia de los países del Medio Oriente.  El wasta influye sobre distintas facetas de la vida cotidiana en el Medio Oriente, se lo puede considerar como la influencia especial que ejercen los miembros del grupo o tribu. El análisis de dichas sociedades indica que el wasta es un determinante importante en como se organizan las actividades económicas y como se asignan los recursos en las sociedades del Medio Oriente.
En su forma moderna más simple, el wasta hace referencia a un contrato social implícito, por lo general dentro de un grupo tribal, el cual obliga a aquellos integrantes del grupo a brindar asistencia (tratamiento favorable) a otros que pertenecen al mismo. Así los miembros del grupo poseen una obligación amplia de proveer asistencia cuando se les requiere y aquellos que la solicitan no poseen una obligación de dar una compensación directa a cambio de la sistencia recibida. El wasta forma parte del tejido social en el Medio Oriente y es visible en casi toda actividad, desde la forma en que los gobiernos interactúan con las empresas hasta la forma que adoptan diversas políticas. Es común usar el wasta para conseguir empleo o ser ascendido, para sacar la licencia de conducir, entrar en la universidad, obtener la licencia para un negocio, y múltiples otras actividades cotidianas. Al respecto se ha mencionado con ironía que "sirve como un medio de acción afirmativa para los que poseen ventaja". Sin embargo se ha sostenido que el wasta también posee una faceta positiva al humanizar la burocracia. La palabra nepotismo posee un significado algo similar aunque no idéntico.
Dadas las características de las culturas de los pueblos árabes centradas en las relaciones y el concepto de tribu, es que el concepto del wasta se impone muchas veces sobre la meritocracia. Si bien el wasta es percibido por los extranjeros en forma negativa esta objeción ética debe superar el argumento de que en realidad no existe nada discreto ni oculto sobre el wasta, el cual forma parte de la cultura e industria de la región, y es una norma aceptada en la sociedad árabe.
Conceptos aproximadamente similares en otras culturas son sociolismo en Cuba; blat en Rusia; guanxi en China y vetternwirtschaft en Alemania.

## Etimología
La palabra wasta proviene de la palabra árabe moderna "wasīṭ"( وسيط) que comúnmente significa medio pero a menudo significa algo similar a intermediario. La palabra en árabe significa literalmente 'influencias' o 'tus conexiones'.

## Desarrollo y evolución
Aunque no ha sido posible determinar cuando se generalizó el uso del wasta, se piensa que distintas variantes del wasta han existido en la mayoría de las sociedades árabes desde hace siglos. Se estima que el wasta, al igual que otras costumbres o instituciones sociales, ha evolucionado en las sociedades del Medio Oriente al ser considerado un elemento que brinda mejores soluciones a ciertos problemas sociales y temas de asignación de recursos que pudieran ser resueltos mediante otro tipo de acuerdos institucionales.
Tanto el término como el uso del wasta han evolucionado desde la mediación practicada por los líderes de las tribus nómades para resolver conflictos internos y entre tribus. El wasta en cuanto mediación continúa siendo ejercitado por los mayores en las tribus y clanes, habiendo mutado en su uso de un sistema utilizado por las tribus a un sistema más instuticionalizado de naciones estados.

### Evolución del wasta en la sociedad tribal
Tradicionalmente el wasta era utilizado como un elemento para resolver conflictos ayudando a mediar entre familias. El jefe de la familia, tribu o clan era el que hacia de waseet (intermediario) mediando y adjudicando dentro de la tribu y negociando conflictos con otras tribus. En esta forma el wasta era un elemento que ayudaba a cimentar y mantener la unidad, integridad y estatus de la tribu dentro de la sociedad).
Con el tiempo el wasta evolucionó hasta convertirse en un medio de intercesión. El énfasis cambió de preservar y mejorar el estatus de la tribu a promover los intereses de los individuos que formaban la tribu. Este cambio de beneficios colectivos hacia beneficios personales parece ser una innovación relativamente moderna que tuvo lugar en la medida que la mayor competitividad del ámbito laboral moderno impuso tensiones adicionales sobre las sociedades árabes El cambio también puede interpretarse como yendo en la dirección de una lenta desaparición del wasta como mecanismo social preponderante.
En este cambio evolucionó también su mecánica. El rol del waseet fue reducido. Los individuos con contactos que tenían la habilidad de brindar wasta podían dirigirse directamente al otro individuo, evitando al intermediario. Es importante notar que a pesar de la evolución del wasta hacia un medio para promover los intereses personales, el bienestar de la familia y la tribu continuó siendo una fuerza impulsora de la práctica del wasta, aunque el elemento de intercesión por el bienestar de la tribu se incorpora ahora de una manera más sutil.
Son importantes algunas de las diferencias entre el “wasta antiguo” y el “wasta moderno”. En el wasta antiguo, el líder tribal buscaba ganar una ventaja en nombre de la tribu de forma tal que el wasta funconaba desde el tope de la pirámide social hacia su base. El wasta moderno, aunque todavía ofrece ventajas para latribu, trabaja desde las bases en sentido ascendente. En el wasta antiguo su misma existencia le permitía a los mayores de la tribu y a la autoridad cimentaban su estatus y autoridad mediante su rol como intermediarios. Esta fuente de estatus y autoridad se ha perdido en gran parte con el wasta moderno.

### Evolución moderna
Tanto el término como el uso del wasta han evolucionado desde la mediación practicada por los líderes de las tribus árabes nómades para resolver conflictos internos y entre tribus. El wasta en cuanto mediación continúa siendo ejercitado por los mayores en las tribus y clanes, habiendo mutado en su uso de un sistema utilizado por las tribus a un sistema más instuticionalizado de naciones estados.
El desarrollo de los estados árabes en el siglo XX, lejos de eliminar el wasta, creó nuevas oportunidades para que se adaptara y floreciera. Por ejemplo, la expansión del servicio civil jordano durante y luego de la década de 1960, condujo a circunstancias en que los nuevos burócratas completaban la plantilla de empleados con personas provenientes de sus familias extendidas o región de origen. Los gobiernos no oponían resistencia a esta conducta, ya que estaban menos preocupados con construir un estado basado en principios occidentales que en establecer su propia legitimidad sobre el pueblo, y esta era una forma de alcanzar dicho objetivo. Los líderes tribales se convertían en mediadores entre el estado y los miembros de la tribu, que luego se convierten en sus adherentes mientras los jefes se transforman en políticos modernos. “Esta es la forma mediante la cual el wasta y el nepotismo se popularizaron y dieron lugar a miles de empleados no calificados e improductivos que no hacen más que esperar por su salario a fin de mes,” según el Dr Adnan Badran, presidente de la Philadelphia University en Jordania.
Si bien los orígenes del wasta son más positivos que su uso actual, se ha convertido en un problema endémico en los países árabes que numerosos jóvenes citan como una de las razones que los impulsan a querer emigrar.
Un cronista de Bahrain, explica lo siguiente respecto a esta práctica y su origen:

El sistema evolucionó para preservar la estructura social de la tribu. Permitió que los líderes distribuyeran la riqueza de la tribu como mejor interpretaran según su sabiduría y experiencia para preservar la paz y la armonía. Ellos otorgaban a su discreción, acceso a las oportunidades a aquellos que lo merecían o a aquellos que de otra manera serían dejados de lado. Es importante preservar la tribu evitando que se debilite a sí misma, por lo que se tiende a evitar la competencia.

Es más aún, raras veces las empresas en el mundo árabe poseen políticas de ‘no-nepotismo’, por lo que a menudo es posible encontrar grupos de trabajo conformados por amigos y parientes los cuales pueden o no estar calificados para hacer las tareas. Esta práctica se observa tanto en el sector privado como en el público. En numerosos países árabes, tales como Arabia Saudita, Kuwait, Catar y Líbano, el wasta influye sobre la decisión de incorporar o promover a alguien. Esto no se limita a los ciudadanos árabes pero también es practicado por los expatriados que utilizan sus conexiones como wastas.

## Impacto sobre el crecimiento de las sociedades del Medio Oriente
En épocas más recientes, se ha analizado el tema del wasta en el Medio Oriente y su impacto negativo. Con respecto a la contratación de personas, parecería existe cierta tendencia a apartarse del wasta, especialmente en el caso de empresas multinacionales y profesionales. Sin embargo, el wasta es todavía ampliamente utilizado en la región.